# Neil Campbell
Sir Niall mac Cailein, anglicizzato in Neil Campbell, X cavaliere di Lochawe (Lochawe, 1258 – Lochawe, 1315), è stato un nobile e cavaliere medievale scozzese.

## Biografia
Figlio di Colin Campbell (Cailein Mor), apparteneva al clan Campbell e deteneva la signoria sul villaggio di Lochawe, presso l'omonimo lago. A causa dell'assonanza dei nomi viene a volte confuso con un fratello maggiore, Nicholas Campbell.
Inizialmente fedele a re Edoardo I d'Inghilterra, da cui ricevette molti onori e provvigioni, servì nell'esercito inglese all'assedio del castello di Stirling nel 1304. Poco dopo tuttavia cambiò schieramento e sostenne il clan Bruce, che si ribellò all'autorità inglese, sposando anche la sorella di Roberto I di Scozia, Mary Bruce.
Poco si sa delle attività di Neil Campbell, se non che combatté ogni principale battaglia della prima guerra d'indipendenza scozzese (segnatamente Methven e Bannockburn) e che fu uno degli ambasciatori inviati a York per negoziare la pace con re Edoardo II d'Inghilterra. Era ancora vivo nell'aprile 1315, quando partecipò alla ratifica dell'ascesa al trono di Roberto I da parte del parlamento scozzese riunito ad Ayr.
Morì nel tardo 1315, poiché i documenti del 1316 lo riportano come già morto.

## Discendenza
Inizialmente si legò al clan Crawford, sposando in successione due sorelle, Susanna e Alice Crawford. Si sposò infine per la terza volta con Mary Bruce, sorella di Robert Bruce. Prima del matrimonio con la seconda moglie ebbe due figli:
- Colin Campbell (1280-1342), che gli successe;
- Alicia Campbell.

Dal matrimonio con Mary Bruce ebbe tre figli:
- Dougal Campbell (1312-1323);
- Duncan Campbell (1316-?);
- John Campbell (?-1333), morto alla battaglia di Halidon Hill.